# Roschdy Zem
Roschdy Zem (ur. 27 września 1965 w Gennevilliers, w regionie Île-de-France, w departamencie Hauts-de-Seine) – francuski aktor i reżyser marokańskiego pochodzenia.

## Życiorys
Dzieciństwo spędził w Saint-Denis. W wieku 16 lat porzucił szkołę i zajął się sprzedażą dżinsów na pchlim targu. Jego trudne początki skłaniają go przyjmowania ról postaci niejednoznacznych i doświadczonych przez życie.
Przewodniczył jury Złotej Kamery na 62. MFF Cannes (2009).

## Filmografia

### reżyser
- 2011:
  - Omar m'a tuer
- 2006:
  - Mauvaise Foi

### aktor
- 2012:
  - Une nuit jako komisarz Simon Weiss
- 2010:
  - Ponad prawem (Hors-la-loi) jako Messaoud
  - Pustka (À bout portant)
- 2008:
  - Dziewczyna z Monako (La Fille de Monaco) jako Christophe Abadi
  - Go Fast jako Marek
- 2006:
  - Dni chwały (Indigènes) jako Messaoud Souni
- 2004:
  - 36 (36 Quai des Orfèvres) jako Hugo Silien
- 2001:
  - Pochodzenie świata (L'Origine du monde) jako Sami
- 2001:
  - Moja żona jest aktorką (Ma femme est une actrice) jako towarzysz sławnej dziewczyny
- 1999:
  - Rodzinny interes (Ma petite entreprise) jako Sami
- 1998
  - Louise (Take 2) jako Rémi
- 1997:
  - Fred jako Nouchi
- 1996:
  - Lola w technolandzie (Clubbed to Death (Lola)) jako Emir
- 1994:
  - Les Cordier, juge et flic jako Bob
- 1993:
  - Moja ulubiona pora roku (Ma saison préférée) jako Medhi
- 1987
  - Les Keufs